# Encadenados
Encadenados é uma telenovela mexicana produzida por Ernesto Alonso para a Televisa e exibida pelo Canal de las Estrellas entre 8 de agosto de 1988 e 14 de abril de 1989.
É baseada no romance O Morro dos Ventos Uivantes, de Emily Brontë, escrito em 1847.
A trama foi protagonizada por Christian Bach e Humberto Zurita, com atuações estrelar de Raquel Olmedo e antagonizada por Miguel Ángel Ferriz, Sergio Jiménez, Julieta Rosen, Macaria e Leonardo Daniel. 

## Enredo
O milionário Alejandro Valdecasas fica viúvo com duas crianças: Eduardo e Catalina. O primeiro é incontrolável se rebela; a segunda é generosa e tímida. Don Alejandro conhece a Germán, um pequeno menino que lhe informou do roubo de sua bilheteria e ele a recupera. Admirado por seu valor e honestidade, Don Alejandro o leva para viver em sua casa. Ele se torna amigo de Catalina, mas se envolve em rivalidades com Eduardo.
Passam os anos, e Don Alejandro morre. Germán e Catalina estão apaixonados um pelo outro ,mas o ciumento Eduardo o segue odiando, em cumplicidade com Caralampio, o mal intencionado dono da fábrica "La Ceiba". Germán é cortejado por Blanca, a vizinha caprichosa dos Valdecasas, e Isabel, garota frívola e hipócrita. Já Catalina é cortejada por Daniel, o irmão de Blanca. Finalmente as intrigas dos vilões conseguem separar Catalina e Germán. Ela se casa com Daniel e Germán se casa com Blanca, sem amor. Mas por azares do destino, Germán se converte no dono de "La Ceiba" e descobre que não é órfão como sempre acreditou. E sua mãe está viva e é Alina, mulher nobre, decidida e membro de uma tribo cigana. Ambos se reconciliam e Alina lhe dá todo o seu apoio para que possa sortear as maldades dos vilões e ser feliz junto a Catalina, a única mulher amou.

## Elenco
- Christian Bach - Catalina Valdecasas
- Humberto Zurita - Germán
- Miguel Ángel Ferriz - Eduardo Valdecasas
- Sergio Jiménez - Caralampio / José
- Julieta Rosen - Blanca Lazcano
- Raquel Olmedo - Alina
- Macaria - Isabel
- Leonardo Daniel - Daniel Lazcano
- Marcela de Galina - Alejandra
- Tony Bravo - Carlos Montes
- Gabriela Goldsmith - Iris
- Arturo Benavides - Arnaldo
- Malena Doria - Bertha
- Fernando Moncada - Manuel
- María Montaño - Adela Lazcano
- Teo Tapia - Gilberto Lazcano
- César Adrián Sánchez - Toño
- Jorge Mondragón - Dr. Castellanos
- Julieta Egurrola - Jacinta
- María Eugenia Ríos - Natalia
- Alejandro Ruiz - Marcos
- Nailea Norvind - Mariela
- Graciela Doring - Felipa
- Bruno Rey - Alejandro Valdecasas
- María Marcela - Alejandra

## Prêmios e indicações

### TVyNovelas
| Categoria                 | Indicado(a)     | Resultado |
| ------------------------- | --------------- | --------- |
| Melhor telenovela         | Ernesto Alonso  | Indicado  |
| Melhor atriz protagonista | Christian Bach  | Venceu    |
| Melhor ator protagonista  | Humberto Zurita | Venceu    |
| Melhor ator antagonista   | Sergio Jiménez  | Indicado  |
| Melhor atriz juvenil      | Julieta Rosen   | Indicado  |